# Бриж (Француска)
Бриж (фр. Bruges) насеље је и општина у југозападној Француској у региону Аквитанија, у департману Жиронда која припада префектури Бордо.
По подацима из 2011. године у општини је живело 15.512 становника, а густина насељености је износила 1090,86 становника/km². Општина се простире на површини од 14,22 km². Налази се на средњој надморској висини од 10 метара (максималној 31 m, а минималној 1 m).

## Демографија
| 1962. | 1968. | 1975. | 1982. | 1990. | 1999.  | 2011.  |
| ----- | ----- | ----- | ----- | ----- | ------ | ------ |
| 5.349 | 6.612 | 7.610 | 7.686 | 8.753 | 10 610 | 15.512 |

График промене броја становника у току последњих година